# M102 (galaxie)
Pour les articles homonymes, voir M102.
M102 (NGC 5866), aussi appelé galaxie du Fuseau, est une galaxie lenticulaire relativement rapprochée, vue par la tranche et située dans la constellation du Dragon. Sa vitesse par rapport au fond diffus cosmologique est de 825 ± 7 km/s, ce qui correspond à une distance de Hubble de 12,2 ± 0,9 Mpc (∼39,8 millions d'al). Elle a été découverte par l'astronome français Pierre Méchain en 1781.
NGC 5866 (M102) a été utilisée par Gérard de Vaucouleurs comme une galaxie de type morphologique S0+ sp dans son atlas des galaxies,.
M102 renferme des régions d'hydrogène ionisé et c'est une galaxie LINER, c'est-à-dire une galaxie dont le noyau présente un spectre d'émission caractérisé par de larges raies d'atomes faiblement ionisés. C'est également une galaxie active de type Seyfert. La luminosité de M102 (NGC 5866) dans l'infrarouge lointain (de 40 à 400 µm) est égale à 2,69 × 109 {\displaystyle L_{\odot }} (109,43{\displaystyle L_{\odot }}) et sa luminosité totale dans l'infrarouge (de 8 à 1 000 µm) est de 2,82 × 109 {\displaystyle L_{\odot }} (109,45{\displaystyle L_{\odot }}).
À ce jour, 11 mesures non basées sur le décalage vers le rouge (redshift) donnent une distance de 12,395 ± 3,483 Mpc (∼40,4 millions d'al), ce qui est à l'intérieur des valeurs de la distance de Hubble.

## La ligne de poussière de M102

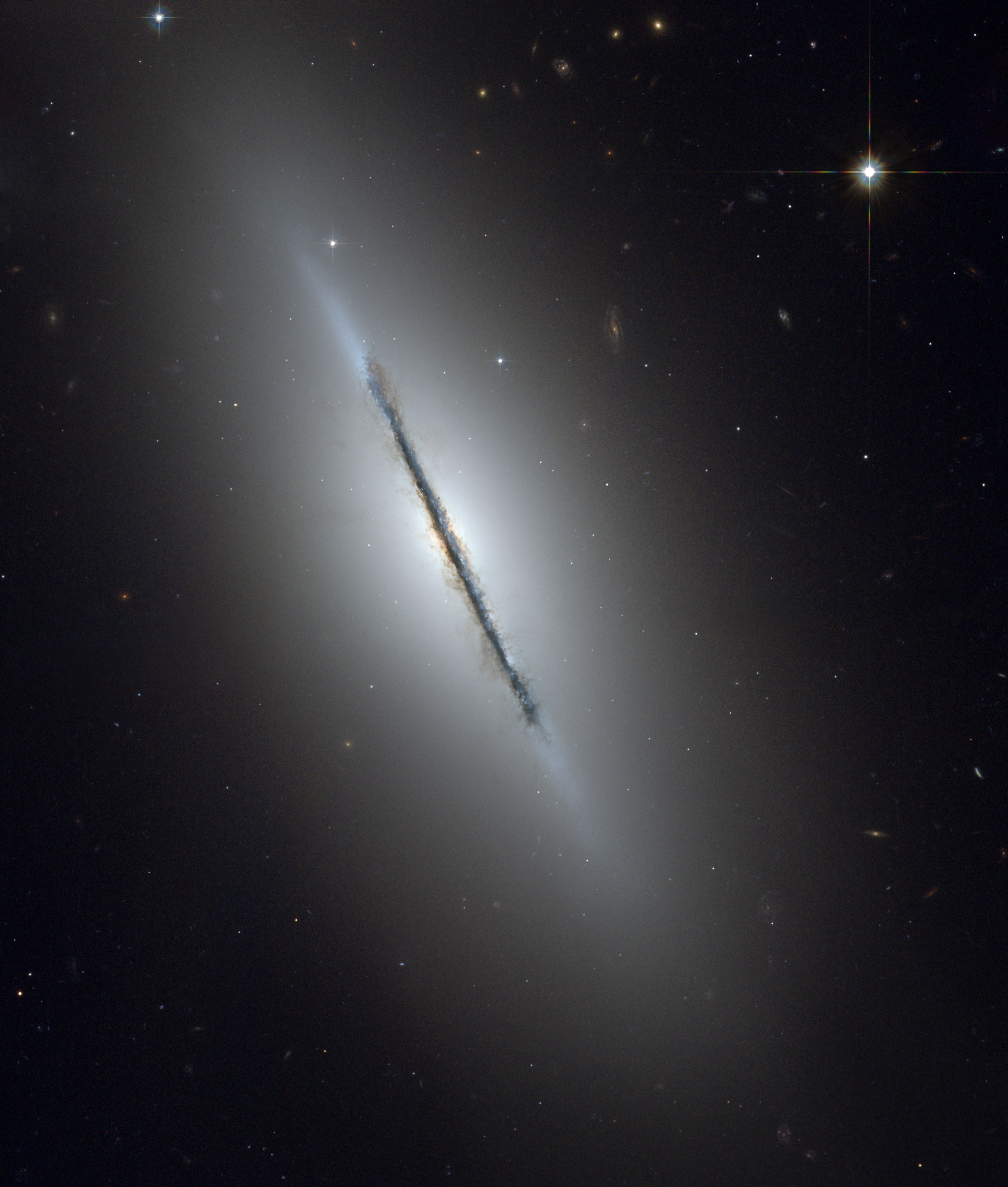
M102 par le télescope spatial Hubble.